# Danmarks ambassade i Lilongwe
Danmarks ambassade i Lilongwe var Danmarks officielle diplomatiske repræsentation i Malawi. Ambassaden blev etableret i 1994 som led i Danmarks indsats for at støtte demokrati og udvikling i Malawi. I 2002 blev ambassaden lukket som en del af en omstrukturering af Danmarks diplomatiske repræsentationer i Afrika.
Ambassadens primære opgaver omfattede at fremme politisk dialog, støtte danske udviklingsprojekter og yde konsulær bistand til danske borgere i Malawi. Derudover arbejdede ambassaden for at styrke samarbejdet inden for områder som handel, kultur og uddannelse samt at understøtte bæredygtig udvikling og økonomisk vækst i Malawi.

## Historie
Danmark og Malawi etablerede diplomatiske forbindelser i 1964, kort efter Malawis uafhængighed. I 1994, efter overgangen til demokrati i Malawi, åbnede Danmark en ambassade i Lilongwe for at støtte landets demokratiske udvikling og økonomiske reformer. Ambassaden spillede en central rolle i implementeringen af Danmarks udviklingssamarbejde med Malawi, herunder projekter inden for landbrug, sundhed og uddannelse. I 2002 blev ambassaden lukket som led i en global omstrukturering af Danmarks diplomatiske repræsentationer.
Efter lukningen af ambassaden blev der etableret et honorært konsulat i Lilongwe for at varetage danske interesser og yde konsulær bistand til danske borgere i Malawi.